# Saint-Didier-de-Bizonnes
Saint-Didier-de-Bizonnes – miejscowość i gmina we Francji, w regionie Owernia-Rodan-Alpy, w departamencie Isère.
Według danych na rok 1990 gminę zamieszkiwało 175 osób, a gęstość zaludnienia wynosiła 24 osób/km² (wśród 2880 gmin regionu Rodan-Alpy Saint-Didier-de-Bizonnes plasuje się na 1449. miejscu pod względem liczby ludności, natomiast pod względem powierzchni na miejscu 1337.).